# كاثرين إتش. كيد
كاثرين إتش. كيد (بالإنجليزية: Kathryn H. Kidd)‏ (3 أبريل 1950 - 14 ديسمبر 2015)؛ روائية أمريكية.